# Pallavolo ai Giochi della XXI Olimpiade - Torneo femminile
Il IV campionato di pallavolo femminile ai Giochi olimpici si è svolto dal 19 al 30 luglio 1976 a Montréal, in Canada, durante i Giochi della XXI Olimpiade. Al torneo hanno partecipato 8 squadre nazionali e la vittoria finale è andata per la seconda volta al Giappone.

## Gironi
| Girone A                      | Girone B                                         |
| ----------------------------- | ------------------------------------------------ |
| Canada Giappone Perù Ungheria | Corea del Sud Cuba Germania Est Unione Sovietica |

## Fase finale

### Finali 1º e 3º posto
|  | Semifinali       | Semifinali       | Semifinali       |                  |          | Finale 1º/2º posto | Finale 1º/2º posto | Finale 1º/2º posto |  |
|  |                  |                  |                  |                  |          |                    |                    |                    |  |
|  | Ungheria         | Ungheria         | 0                |                  |          |                    |                    |                    |  |
|  | Ungheria         | Ungheria         | 0                |                  |          |                    |                    |                    |  |
|  | Unione Sovietica | Unione Sovietica | 3                |                  |          |                    |                    |                    |  |
|  | Unione Sovietica | Unione Sovietica | 3                |                  | Giappone | Giappone           | 3                  |                    |  |
|  |                  |                  |                  |                  | Giappone | Giappone           | 3                  |                    |  |
|  |                  |                  | Unione Sovietica | Unione Sovietica | 0        |                    |                    |                    |  |
|  | Giappone         | Giappone         | Unione Sovietica | Unione Sovietica | 0        | 3                  |                    |                    |  |
|  | Giappone         | Giappone         |                  |                  |          | 3                  |                    |                    |  |
|  | Corea del Sud    | Corea del Sud    | 0                |                  |          | Finale 3º/4º posto | Finale 3º/4º posto | Finale 3º/4º posto |  |
|  | Corea del Sud    | Corea del Sud    | 0                |                  |          |                    |                    |                    |  |
|  |                  |                  |                  |                  |          |                    |                    |                    |  |
|  |                  |                  |                  |                  |          | Corea del Sud      | Corea del Sud      | 3                  |  |
|  |                  |                  |                  |                  |          | Corea del Sud      | Corea del Sud      | 3                  |  |
|  |                  |                  |                  |                  |          | Ungheria           | Ungheria           | 1                  |  |

### Finali 5º e 7º posto
|  | Semifinali   | Semifinali   | Semifinali |      |              | Finale 5º/6º posto | Finale 5º/6º posto | Finale 5º/6º posto |  |
|  |              |              |            |      |              |                    |                    |                    |  |
|  | Canada       | Canada       | 2          |      |              |                    |                    |                    |  |
|  | Canada       | Canada       | 2          |      |              |                    |                    |                    |  |
|  | Cuba         | Cuba         | 3          |      |              |                    |                    |                    |  |
|  | Cuba         | Cuba         | 3          |      | Germania Est | Germania Est       | 0                  |                    |  |
|  |              |              |            |      | Germania Est | Germania Est       | 0                  |                    |  |
|  |              |              | Cuba       | Cuba | 3            |                    |                    |                    |  |
|  | Perù         | Perù         | Cuba       | Cuba | 3            | 2                  |                    |                    |  |
|  | Perù         | Perù         |            |      |              | 2                  |                    |                    |  |
|  | Germania Est | Germania Est | 3          |      |              | Finale 7º/8º posto | Finale 7º/8º posto | Finale 7º/8º posto |  |
|  | Germania Est | Germania Est | 3          |      |              |                    |                    |                    |  |
|  |              |              |            |      |              |                    |                    |                    |  |
|  |              |              |            |      |              | Canada             | Canada             | 1                  |  |
|  |              |              |            |      |              | Canada             | Canada             | 1                  |  |
|  |              |              |            |      |              | Perù               | Perù               | 3                  |  |

## Podio

### Campione
Formazione: Arakida, Iida, Kanesaka, Katō, Maeda, Matsuda, Okamoto, Shirai, Takayanagi, Yano, Yokoyama, Yoshida, CT: -

### Secondo posto
Formazione: 1 Yusova, 2 Ryskal, 3 Shchetinina, 4 Smoleyeva, 5 Osadchaya, 6 Rostova, 7 Rudovskaya, 8 Kozakova, 9 Kushnir, 10 Muradyan, 11 Bergen, 12 Chernyshova, CT: -

### Terzo posto
Formazione: Baik, Byon, Chang, Jo, Lee S.n., Lee S.b., Ma, Park, Yu J.h., Yu K.h., Yung, Yun, CT: -

## Classifica finale
| Classifica | Squadre          |
| ---------- | ---------------- |
|            | Giappone         |
|            | Unione Sovietica |
|            | Corea del Sud    |
| 4          | Ungheria         |
| 5          | Cuba             |
| 6          | Germania Est     |
| 7          | Perù             |
| 8          | Canada           |